# La luna (film 1979)
La luna è un film del 1979 diretto da Bernardo Bertolucci. Il film fu presentato alla 36ª Mostra del cinema di Venezia.
(Bernardo Bertolucci)

## Trama
Brooklyn: l'adolescente Joe vive assieme alla madre Caterina, cantante lirica, e il di lei compagno, che muore improvvisamente, stroncato da un infarto. I due si trasferiscono a Roma e la donna apprende che il figlio è molto distante dagli affetti, è tossicodipendente e può contare solo sulla sua ragazza Arianna e su Mustafa, un giovane marocchino che gli procura l'eroina.
Madre e figlio iniziano così un viaggio lungo l'Italia alla riscoperta del loro passato, onde ricostruire la loro sfera affettiva improvvisamente vuota. A Parma, città della giovinezza di Caterina, quest'ultima va a trovare il suo vecchio maestro di lirica, che però sembra non ricordarsi di lei, lasciandola delusa. Dopodiché, si recano nella provincia, visitando i luoghi d'infanzia di Caterina e la villa di Giuseppe Verdi, da lei considerato quasi come un padre. Successivamente, Caterina e Joe litigano furiosamente, e il ragazzo prende la macchina e abbandona la madre nel mezzo della campagna. I due si ricongiungono più tardi ad un’osteria, dove si riappacificano. Tuttavia, dopo un'ulteriore lite, Joe torna a Roma e incontra un uomo che scopre essere suo padre. Quest’ultimo, sconvolto, si reca alle Terme di Caracalla, dove ritrova Caterina, tornata sulle scene. I due, sotto un'abbagliante luna, si riconoscono e un'antica coppia si ricompone. Il tormento del ragazzo sembra finito.

## Produzione

### Cast
Brevi apparizioni di attori e caratteristi: Renato Salvatori, Franco Citti, Alida Valli, un irriconoscibile Tomas Milian (che recita con la sua voce), Carlo Verdone agli esordi e Roberto Benigni, quest'ultimo ad irrompere in maniera comica in una lunga scena drammatica. Il film è stato girato a New York, Roma, Parma e la sua provincia (Roccabianca, Roncole Verdi, Soragna), alla Villa Verdi di Sant'Agata, e alle Terme di Caracalla.

## Accoglienza

### Critica
- (...) Sono splendidi pezzi di cinema, e il fotografo Storaro ha la sua parte di merito, dietro i quali però mancano fantasia compatta e debita elaborazione culturale[3]
- (...) Ambizioso, ma rasentante lo snobismo culturale, audace al punto da apparire provocatorio, troppo brillante per non essere sofisticato, il film di Bertolucci appare come un'opera artificiosa. È un prodotto di gran lusso realizzato da un cineasta eccezionalmente dotato (…)[4]